# JAMA Internal Medicine
JAMA Internal Medicine (bis zum 31. Dezember 2012: Archives of Internal Medicine) ist eine wissenschaftliche Zeitschrift, die von der American Medical Association veröffentlicht wird. Die erste Ausgabe erschien im Januar 1908. In den ersten Jahrzehnten erschien die Zeitschrift monatlich, seit Januar 1993 erscheinen zwei Hefte im Monat (außer August und Dezember). Veröffentlicht werden Originalarbeiten, die für den praktisch tätigen Arzt in der Inneren Medizin und deren Subspezialitäten relevant sind.
Der Impact Factor wurde im Jahr 2014 für Archives of Internal Medicine und JAMA Internal Medicine getrennt bestimmt. Für Arch. Intern. Med. lag er bei 17,333. Nach der Statistik des ISI Web of Knowledge wird das Journal mit diesem Impact Factor in der Kategorie allgemeine und innere Medizin an sechster Stelle von 153 Zeitschriften geführt. Für JAMA Intern. Med. lag er bei 13,116. Nach der Statistik des ISI Web of Knowledge wird das Journal mit diesem Impact Factor in der Kategorie allgemeine und innere Medizin an achter Stelle von 153 Zeitschriften geführt.
Chefherausgeber ist Howard Bauchner (Royal College of Paediatrics and Child Health, London, Vereinigtes Königreich).